# Ayumi Hamasaki Countdown Live 2000–2001 A
ayumi hamasaki countdown live 2000-2001 A – album japońskiej piosenkarki Ayumi Hamasaki, wydany 20 czerwca 2001 roku. Są to dwa pierwsze koncerty z cyklu "odliczanie na żywo" (ang. countdown live), które odbyły się 30 i 31 grudnia 2000 roku w Yoyogi National Gymnasium (Sala Pierwsza). Płyta została wydana ponownie na DVD 1 marca 2006 roku. Album sprzedał się w liczbie 138 000 egzemplarzy.

## Lista utworów
| Nr         | Tytuł                   |
| ---------- | ----------------------- |
| 1.         | "Starting Over"         |
| 2.         | "Duty"                  |
| 3.         | "Fly high"              |
| 4.         | "vogue"                 |
| 5.         | "teddy bear"            |
| 6.         | "A Song for XX"         |
| 7.         | "End of the World"      |
| 8.         | "SURREAL"               |
| 9.         | "Boys & Girls"          |
| 10.        | "evolution"             |
| 11.        | "AUDIENCE"              |
| 12.        | "Trauma"                |
| 13.        | "Key ~eternal tie ver~" |
| – encore – |                         |
| 14.        | "SEASONS"               |
| 15.        | "M"                     |
| 16.        | "girlish"               |